# Целинный (Бурятия)
Цели́нный — посёлок в Еравнинском районе Бурятии. Административный центр сельского поселения «Целинное».

## География
Расположен на левобережье реки Конды в 233 км к востоку от районного центра, села Сосново-Озёрское (по межрегиональной автодороге Р436 Улан-Удэ — Романовка — Чита). Расстояние через верховья Уды и Конды, и перевал Каменистый — около 130—150 км.

## Население
| 2002 | 2010 | 2012 | 2013 | 2014 | 2015 | 2016 |
| ---- | ---- | ---- | ---- | ---- | ---- | ---- |
| 507  | ↘469 | ↘457 | ↘453 | ↘436 | ↘423 | ↗426 |
| 2017 | 2018 | 2019 | 2020 | 2021 | 2023 | 2024 |
| ↘417 | ↘416 | ↘411 | ↘403 | ↘382 | ↘364 | ↘359 |

## История
В 1959 году было создано отделение совхоза «Комсомольский» в Улан-Мальчине. Спустя некоторое время в Улан-Мальчине был организован новый совхоз «Целинный» (с этим и связано название села), возглавил который А. В. Сазонов.
Начальная школа была открыта 1 сентября 1961 года.

## Инфраструктура
Средняя общеобразовательная школа, детский сад, Дом культуры, фельдшерско-акушерский пункт, почтовое отделение, лесхоз.

## Экономика
Сельхозкооператив, фермерские хозяйства.